# Deutsche Schule Stockholm
Die Deutsche Schule Stockholm, auch DSS genannt (schwedisch: Tyska skolan), wurde 1612 gegründet. Sie ist eine von zwei deutschen Schulen in Schweden, die älteste Schule Stockholms sowie die zweitälteste deutsche Auslandsschule, nach der Deutschen Schule St. Petri Kopenhagen.

## Geschichte
Wahrscheinlich gab es schon etwa 1550 eine deutsche Schule in Stockholm. Jedoch erst 1612 erhielt die von der deutschen evangelischen Gemeinde betriebene Schule einen königlichen Privilegienbrief. Diese Schule besteht bis heute, allerdings nicht ohne Unterbrechungen. Es lassen sich drei Phasen unterscheiden.

### Betrieb unter Führung der Deutschen Gemeinde in der Stockholmer Altstadt (1612–1888)
Von 1612 bis 1888 gab es eine Deutsche Schule in Trägerschaft der Deutschen St. Gertruds Gemeinde in der Stockholmer Altstadt (Gamla Stan), wo heute noch eine Gasse „Tyska Skolgränd“ („Deutsche Schulgasse“) heißt. In dem 1612 von Gustaf II. Adolf ausgefertigten Privileg hieß es: „Desgleichen möge und soll die Gemeinde berechtigt sein, eine deutsche Schule zu unterhalten, wo sie ihre Kinder lesen und schreiben und sonst lehren lassen kann, um sie in der Kirche zum Singen benutzen zu können, wenn erforderlich. Und sind keine mehr deutsche Schulen als diese eine berechtigt, hier in der Stadt gehalten zu werden.“ Die Schule hatte jedoch Schwierigkeiten, ihre Monopolstellung durchzusetzen. Es gab „Winckel- und Beyschulen“, die sich auch mit dem Namen „Deutsche Schule“ schmückten. Außerdem gab es nur drei Klassen, der Unterricht darüber hinaus wurde von vielen Eltern Privatlehrern anvertraut. 1670 wurde die Schule erweitert, ein anliegendes Haus wurde hinzuerworben; der Eingang der Schule (Tyska Skolgränd 4) wurde mit einer lateinischen Inschrift geschmückt: „Dum schola teutonici coetus exstructa vigescit, exsurget studiis gloria iusta piis“ (Solange die errichtete Schule der Deutschen Gemeinde lebenskräftig ist, möge den pflichttreuen Studien der verdiente Ruhm erwachsen).

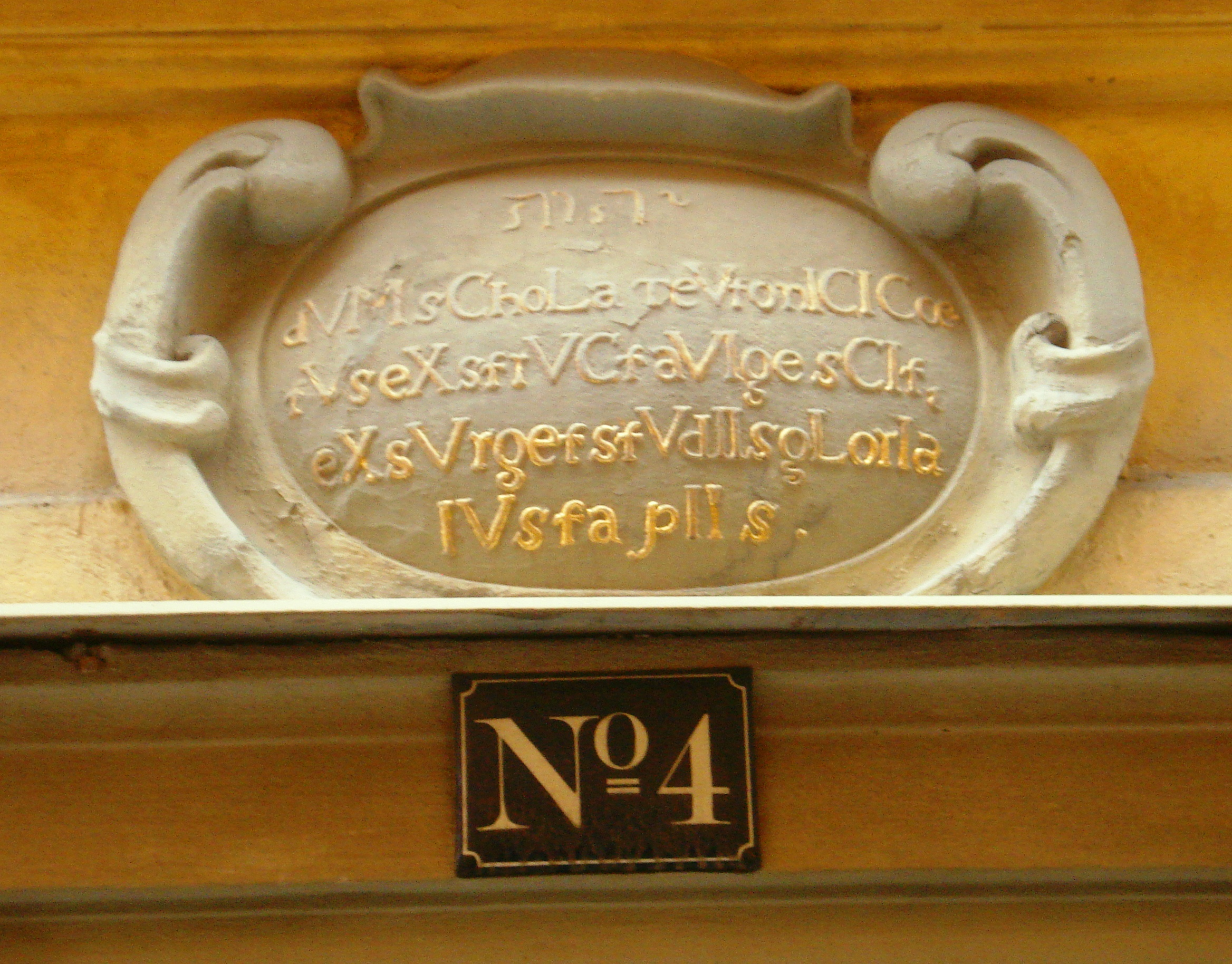
Medaillon mit lateinischer Inschrift aus dem Jahr 1670 über dem Portal von Tyska Skolgränd 4 in der Stockholmer Altstadt (Gamla Stan). Hier war die Deutsche Schule Stockholm von 1612 bis 1776.

In einem Gesetz vom Dezember 1704 wurden die Schulzeiten „von 7 bis 11 und von 2 bis 5, des Winters allerdings von 8 bis 11 und von 2 bis 4“ bestimmt. König Karl XII. bestätigte 1717 das Privileg der Deutschen St. Gertrudsgemeinde, als einzige Institution eine deutsche Unterrichtsstätte unterhalten zu dürfen. In den 1770er Jahren hieß die Schule „Lyceum Deutscher Nation“, und „Junge Frauenzimmer“, Mädchen begüterter Eltern, sollten von 11 bis 1 Uhr Unterricht erhalten. 1776 wurde durch das Vermächtnis des Hofkellermeisters Peter Hinrich Fuhrmann ein Neubau der Deutschen Schule möglich. Das neue Gebäude befand sich Ecke Tyska Skolgränd und Själagårdsgata, die alte Schule in Tyska Skolgränd 4 wurde vermietet.
Ab Ende des 18. Jahrhunderts wurde das „Deutsche National-Lyzeum“ zunehmend auch von „jungen Schweden mit höheren Bildungsabsichten“ besucht, darunter auch dem späteren Pädagogen Carl Ulrik Broocman. 1797 kam der Autor und Pädagoge Karl Nernst zunächst als Konrektor, später dann bis zu seinem Tod 1815 als Rektor an die Schule. In der ersten Hälfte des 19. Jahrhunderts wurde Deutsch ausdrücklich zur obligaten Umgangssprache der Schule gemacht, „da die Schüler zunehmend untereinander schwedisch sprachen.“
Englisch wurde als weiteres Lehrfach eingeführt, ein von der Deutschen Gemeinde honorierter „schwedischer Orthograph“ erteilte auch schwedischen Sprachunterricht. Durch ein Feuer im oberen Teil des Kirchturms der Deutschen Kirche im Jahre 1878 kam es in den Folgejahren zu finanziellen Schwierigkeiten für die Deutsche Gemeinde. Die Deutsche Schule (nunmehr in Räumen von Själagårdsgata 15) war auf 80 Schüler geschrumpft (gegenüber 160 Schülern in den 1820er Jahren), während gleichzeitig sich der Deutschunterricht in den schwedischen öffentlichen und privaten Schulen ausbreitete. Daher beschloss man, den Betrieb der Schule in ihrer bisherigen Form einzustellen.

### Fortführung als Sprachschule
An ihre Stelle trat eine Sprachschule, die aus der Fuhrmannschen Stiftung finanziert wurde. Gegen Ende der 1920er Jahre gab es etwa 100 Schüler, die in dieser fünfklassigen Sprachschule 12 Wochenstunden Deutschunterricht hatten. Nur ein Viertel der Schüler waren Kinder der Gemeinde. Die „Fuhrmannsche Sprachschule“ als Einrichtung der Deutschen St. Gertrudsgemeinde gibt es bis heute. Sie bietet Deutschunterricht als Fremd- und Muttersprache für Kinder an.

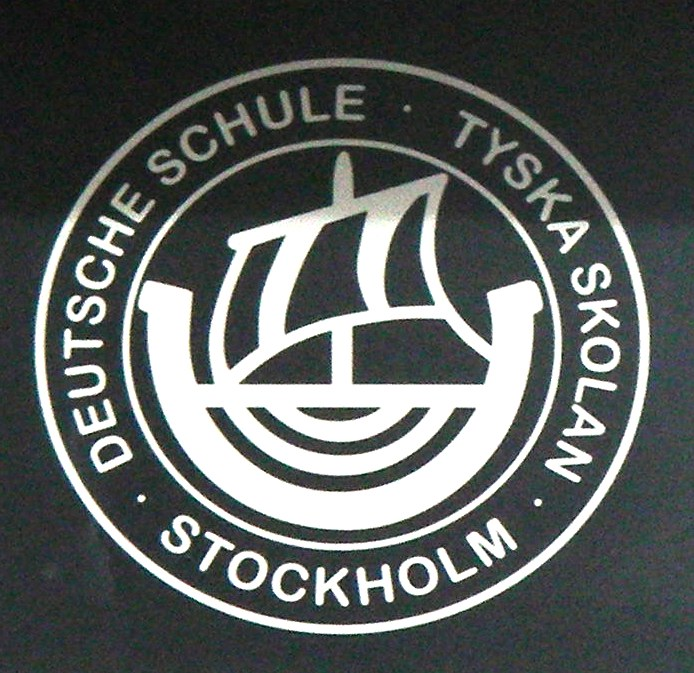
Emblem der Deutschen Schule Stockholm, eine Anspielung auf die Zeiten der Hanse

### Kurzzeitige Wiederaufnahme unter anderer Trägerschaft (1941–1945)
Von 1941 bis 1945 gab es eine Deutsche Schule in Trägerschaft von Tyska Skolan AB. Diese wurde unter Nichtbeachtung des Privilegs der Deutschen St. Gertruds-Gemeinde von der schwedischen Regierung genehmigt. Sie befand sich im renovierten Gebäude der Anna Sandströms Skola, Karlavägen 25, wo auch die gegenwärtige Deutsche Schule Stockholm residiert. Auffällig ist die Neugründung zu einem Zeitpunkt, als das Dritte Reich auf dem Höhepunkt seiner Macht und territorialen Ausdehnung stand. Allerdings hatte es schon 1938 Stimmen gegeben, die feststellten, „das Stockholmer Deutschtum hätte keine eigene Schule“. Den Vorsitz im Schulbeirat führte der deutsch-schwedische Chemie-Nobelpreisträger Hans von Euler, der auch Mitglied in den deutschfreundlichen Vereinigungen Riksföreningen Sverige-Tyskland und Svensk-tyska föreningen war. Ein weiteres prominentes Mitglied des Schulbeirates war Sven Hedin. Die Unterrichtssprache war Deutsch; die Fächer Schwedische Sprache, Schwedische Geschichte, Heimatkunde und Religion wurden jedoch auf Schwedisch unterrichtet (der Hauptpastor der Deutschen Gemeinde Emil Ohly (1885–1944) hatte es abgelehnt, den Religionsunterricht an der Schule zu übernehmen). Die feierliche Einweihung fand unter Anwesenheit der deutschstämmigen Erbprinzessin Sibylla, der Mutter des heutigen Königs Carl XVI. Gustaf, statt. Die Schule bezeichnete sich als „für unterdurchschnittlich begabte Kinder nicht geeignet“ und hatte wachsenden Zustrom, auch noch während der weiteren Kriegsjahre (1941: 182 Schüler, 1942/43: 232 Schüler, 1943/44: 267 Schüler). Sie war koedukativ und hatte mehr schwedische als „reichsdeutsche“ Schüler. Kurz bevor sie bei Kriegsende geschlossen wurde, absolvierten am 5. Mai 1945 zwölf Abiturienten die erste und einzige Reifeprüfung. Nach der Beschlagnahmung des Gebäudes diente das Anwesen Karlavägen 25 als Finanzamt.

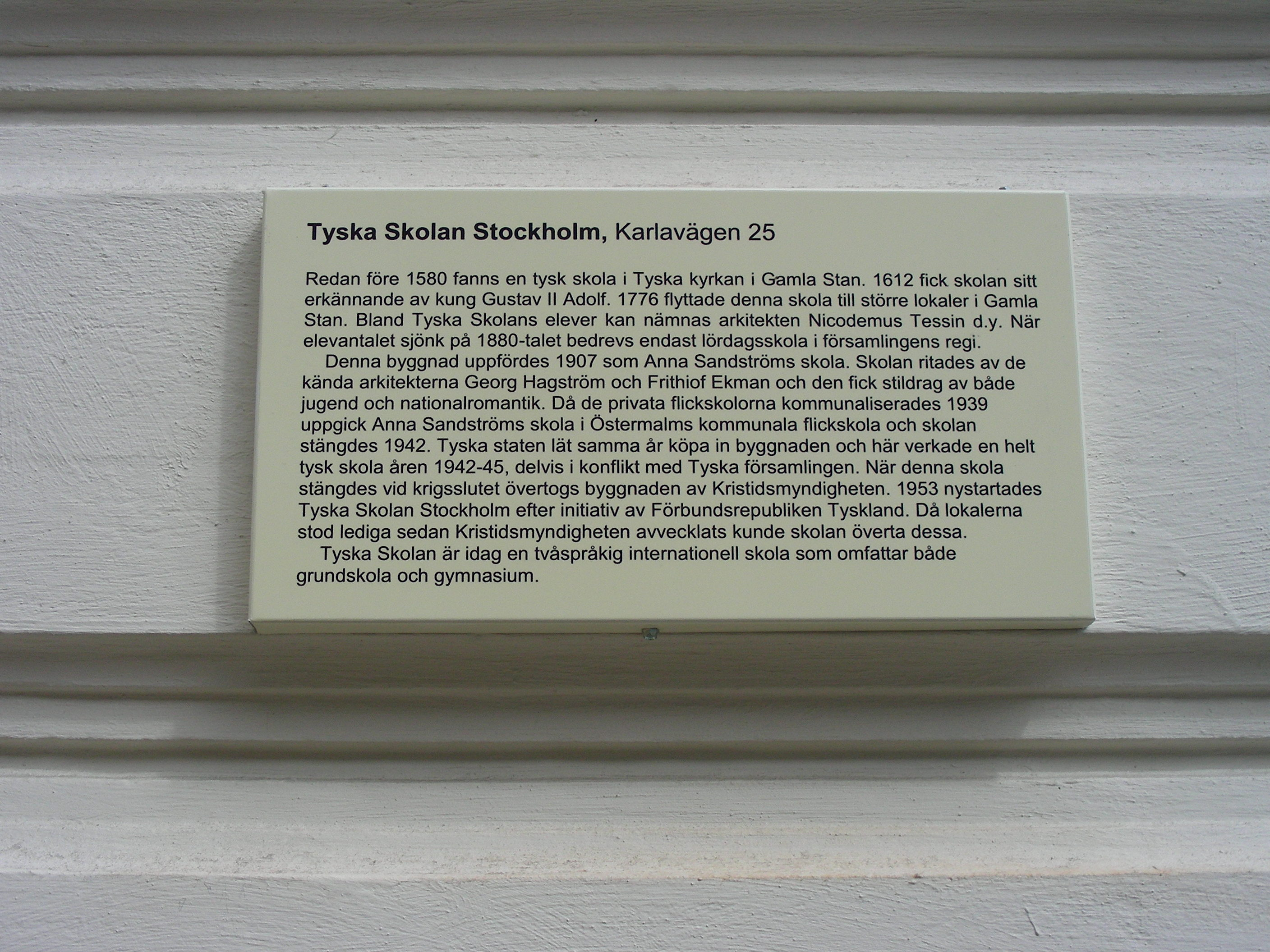
Kurzfassung der Geschichte der Deutschen Schule Stockholm in schwedischer Sprache auf einem Schild am Eingang Karlavägen 25

### Heutige deutsche Schule (seit 1953)
Seit 1953 bis heute gibt es wieder eine Deutsche Schule, zunächst in Trägerschaft eines „Komitees Östermalm“, das 1955 vom Deutschen Schulverein abgelöst wurde. Die Schule residierte zunächst im zweiten Stock des Hauses Svartmangatan 16 in der Altstadt (Gamla Stan) und startete mit nur sieben Jungen und Mädchen, ab 1954 war sie mit 22 Schülern zu Gast in mehreren Räumen eines Jugendheimes in der Folkungagatan in Södermalm. 1955 wurden erstmals Lehrkräfte aus der Bundesrepublik Deutschland an die Schule verpflichtet. 1958 zog die Schule in das Gebäude Karlavägen 25 um, wo auch die Deutsche Schule in der Zeit des Nationalsozialismus 1941–1945 ihren Sitz hatte. Das zunächst angemietete Gebäude befindet sich inzwischen im Besitz der Bundesrepublik Deutschland. Ebenfalls 1958 erhielt die Deutsche Schule Stockholm von der Kultusministerkonferenz die Anerkennung als „Deutsche Auslandsschule“; eine Elternvertretung wurde im gleichen Jahr gegründet. Die der schwedischen Schulaufsicht unterstellte Schule war bis zur Klasse 10 gediehen und bot ihren Schülern sowohl die deutsche Mittlere Reife als auch das schwedische Realexamen an. Sie hatte inzwischen 150 Schüler. 1960 wurde ein Kindergarten eingerichtet, 1962 (die Schülerzahl war auf über 200 angewachsen) gab es den ersten Abiturjahrgang mit fünf – nur männlichen – Absolventen. Im Schuljahr 1968/69 wurde die 5-Tage-Woche eingeführt. In den 1970er und 1980er Jahren gab es eine intensive Auseinandersetzung und Bemühung um die Gestaltung der Deutschen Schule als Begegnungsschule, nachdem Stimmen laut geworden waren, welche die Schule – auch aus finanziellen Gründen – auf eine so genannte „Expertenschule“ (d. h. eine Schule nur für die Kinder von vorübergehend in Stockholm ansässigen deutschen Experten, wie z. B. Geschäftsleuten, Diplomaten) reduzieren wollten. Es wurde ein Modell entwickelt, um muttersprachlich deutsche und muttersprachlich schwedische Kinder, die zunächst getrennte Grundschulklassen besuchen, in der Unterstufe des Gymnasiums zu integrieren. 1988 bekam die Schule eine größere Mensa auf dem Schulhof; 2004 konnte die Grundschule der Deutschen Schule Stockholm in das Botschaftsgebäude der ehemaligen DDR umziehen. An der Feier zum 50-jährigen Jubiläum der Wiedereröffnung 2003 nahm auch der damalige Bundespräsident Johannes Rau teil.

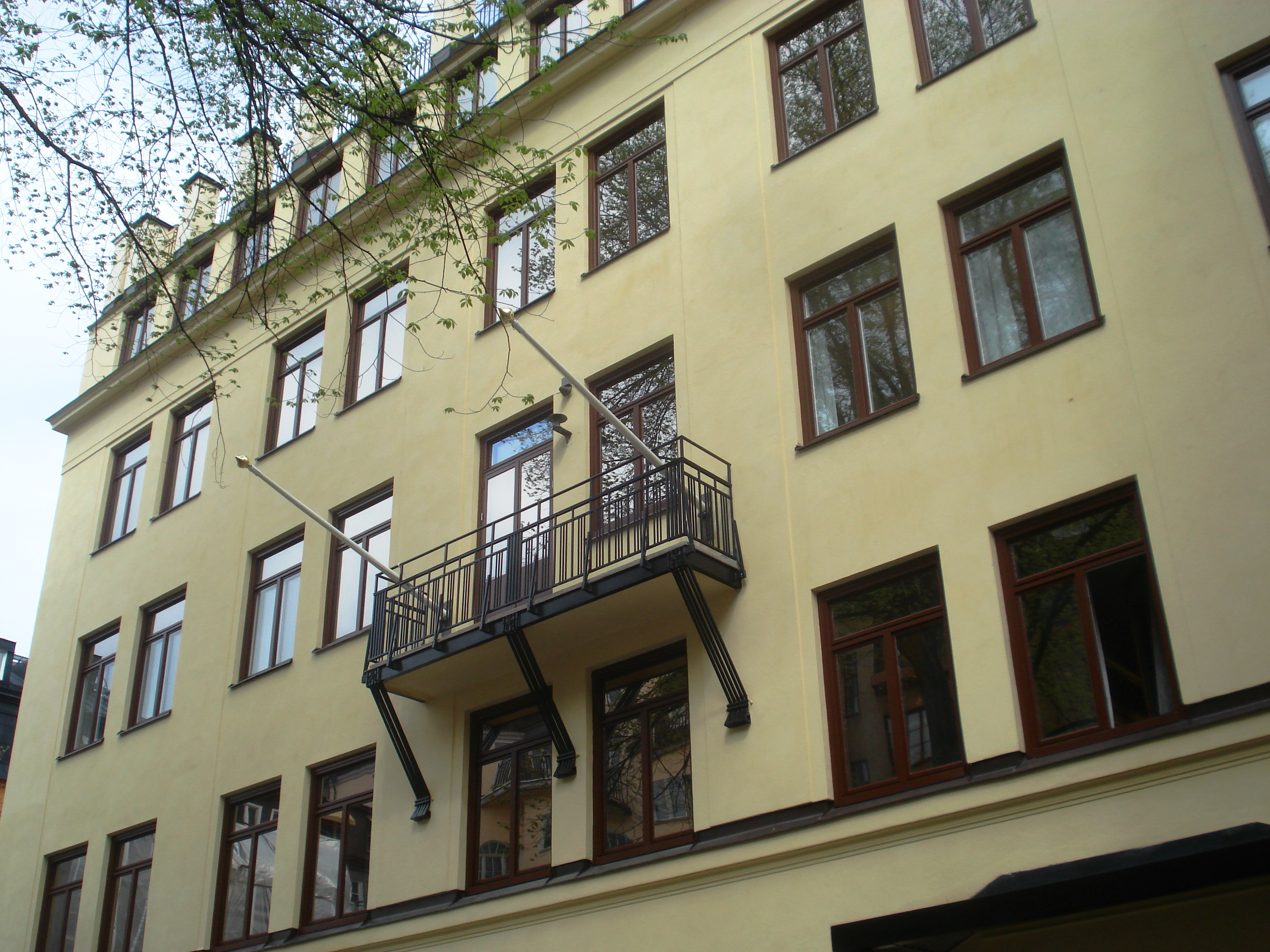
Blick auf die Hauptfassade der Deutschen Schule mit dem Balkon vor dem Lehrerzimmer. Einige Zweige der Ulme auf dem Schulhof ragen ins Bild.

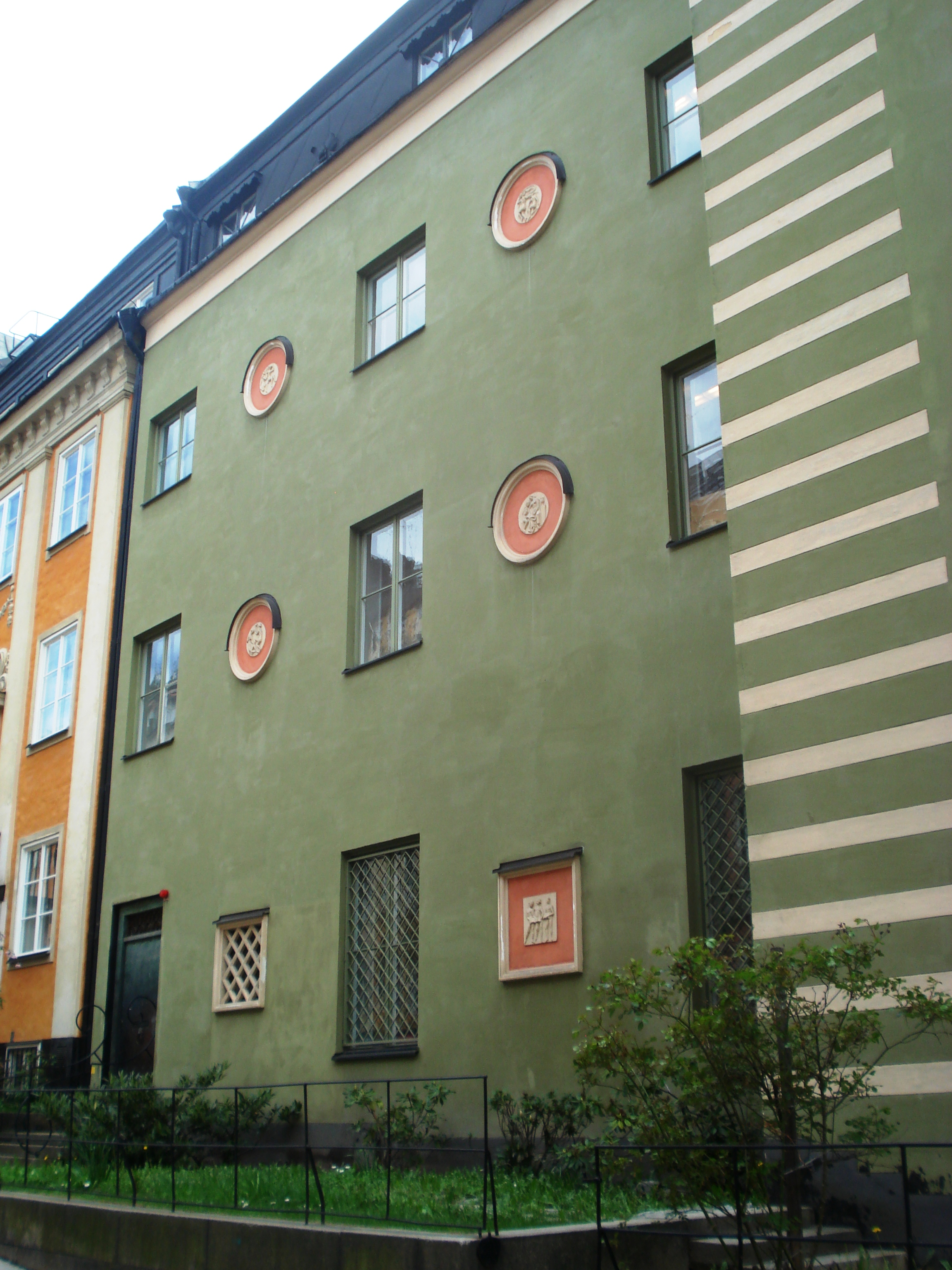
Fassade des Nebengebäudes der Deutschen Schule Stockholm zur Danderydsgatan hin

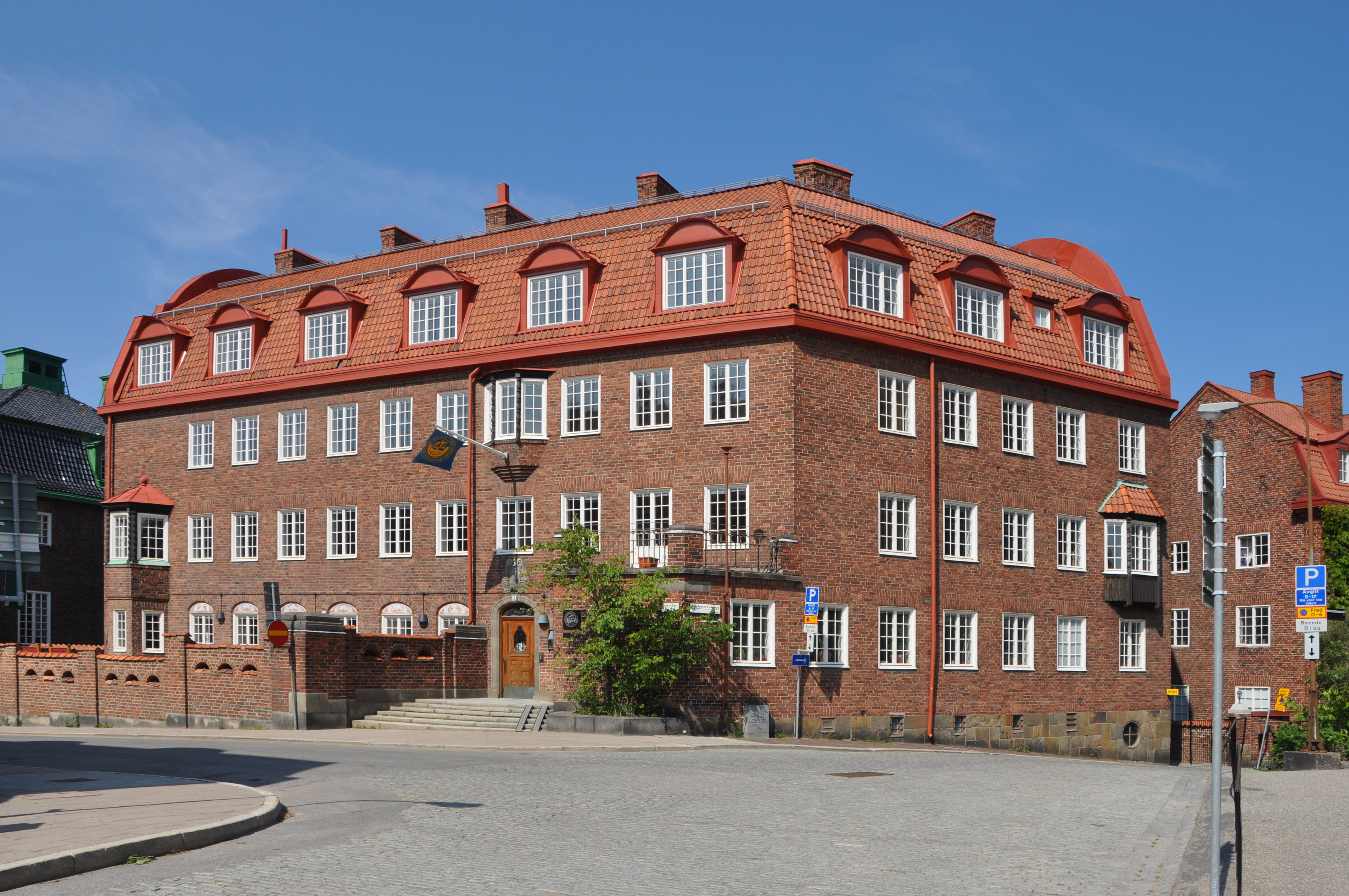
Die Grundschule der Deutschen Schule Stockholm im Gebäude der ehemaligen DDR-Botschaft, Bragevägen 2

Bereits 15 Jahre zuvor (1988) hatte Bundespräsident Richard von Weizsäcker gemeinsam mit dem schwedischen Königspaar die Deutsche Schule besucht. Am 4. Mai 2012 besuchte als dritter deutscher Bundespräsident Joachim Gauck die Deutsche Schule Stockholm und hielt eine Ansprache aus Anlass ihres 400-jährigen Bestehens. Auch das schwedische Königspaar war wiederum anwesend, Königin Silvia sprach zu den Gästen und Schülern.

## Ehemalige Schüler
- Gustav Düben, Komponist, 1628–1690
- Nicodemus Tessin der Jüngere, Architekt, 1654–1728
- Sophia Elisabeth Brenner, Schriftstellerin, 1659–1730
- Christopher Polhem, Wissenschaftler, 1661–1751
- Johann Arent Bellman, 1664–1709, Rektor der Universität Uppsala (1704), Großvater des schwedischen Nationaldichters Carl Michael Bellman
- Mårten Triewald, Mitbegründer der Königlich Schwedischen Akademie der Wissenschaften, 1691–1747
- Johan Helmich Roman, Komponist, 1694–1758
- Carl Reinhold Berch, Numismatiker, 1706–1777
- Daniel Fehrman, einer der bekanntesten Medaillengraveure in Europa im 18. Jahrhundert, 1710–1780
- Niclas Lafrensen, Porträtmaler, 1737–1807
- Johan Tobias Sergel, Bildhauer, 1740–1814
- Carl Ulrik Broocman, Pädagoge, 1783–1812

## Schulform
Die DSS besteht aus einer 4-jährigen Grundschule und einem 9-jährigen Gymnasium. Es gibt weder eine Real- noch eine Hauptschule. Daher versucht die Schule, alle Schüler für das Gymnasium vorzubereiten. Die Schule ist eine Privatschule, die aus deutschen und schwedischen Steuermitteln finanziert wird. Ihr Partner ist die Zentralstelle für das Auslandsschulwesen. Die Lehrkräfte leben zum Teil in Schweden, ungefähr 15  werden zeitweise aus Deutschland, Österreich oder der Schweiz an die Schule entsandt.

## Schülermitverwaltung
An der DSS gibt es eine Schülermitverwaltung (SMV), bestehend aus Klassen-, Stufen- und Schülersprechern. Dazu kommen zwei von der SMV gewählte Vertrauenslehrer. Die SMV trifft sich jeden zweiten bis dritten Monat.

## Elternbeirat
Der Elternbeirat ist Herausgeber der Zeitschrift „Unter der Ulme“ und organisiert unter anderem Nachmittagsaktivitäten und den Weihnachtsbasar, mit seinen deutschen Delikatessen Anziehungspunkt für Deutsche aus ganz Stockholm.

## Schülerzeitung Swell und ihre Nachfolger
Swell war die erste Schülerzeitung und erschien erstmals 2005. Nach der zweiten Ausgabe wurden jedoch keine weiteren Exemplare herausgegeben. Mittlerweile gibt es eine neue Schülerzeitschrift unter dem Namen „Unter der Ulme“, die seit August 2018 erscheint.

## Reisen und Schüleraustausch
Die DSS bietet ihren Schülern mehrere Reisen und Austausche an, hauptsächlich in den deutschsprachigen Raum. Den Schülern der Grundschule werden Sprachreisen zu Gastfamilien in Deutschland angeboten, jährlich beteiligen sich die 6. Klassen an einem Austausch mit zwei Lübecker Schulen. Seit 2007 wird jährlich eine Busreise durch Deutschland unter dem Namen DSS on Tour organisiert, die 12. Klassen fahren nach Berlin. Hinzu kommen von einzelnen Lehrkräften organisierte Angebote, wie 2006 ein Austausch mit einer Schule aus Leipzig.
In Zusammenarbeit mit dem Lycée Français Saint Louis de Stockholm fand vom 7. bis 21. September 1991 eine gemeinsame Fahrt von 35 Schülern beider Stockholmer Auslandsschulen durch Deutschland und Frankreich statt, mit den Stationen Stralsund – Berlin – Potsdam – Weimar – Wartburg – Eisenach (Bach-Haus) – KZ Buchenwald – Heidelberg – Colmar – Straßburg (Europa-Parlament) – Reims – Paris – Versailles – Compiègne (Clairière de l'Armistice) – Verdun/Douaumont (Schlachtfelder des Ersten Weltkrieges/Soldatenfriedhöfe) – Calais – Arras – Aachen – Köln – Lübeck.
Den Schülern der 11. Klasse wird jährlich ein Berufspraktikum mit einer Dauer von mindestens drei Wochen vorgeschrieben.

## Sonstiges
Zur DSS gehören auch ein dreijähriger Kindergarten und ein Freizeitheim.

## Lehrerstatistik
| Zahl der Auslandsdienstlehrkräfte   | 14 |
| Zahl der Programmlehrkräfte         | 0  |
| Zahl der deutschspr. Ortslehrkräfte | 29 |
| Zahl der sonstigen Ortslehrkräfte   | 14 |

## Schülerstatistik
| Zahl der Schüler insgesamt           | 582 |
| Zahl der deutschsprachigen Schüler   | 366 |
| Zahl der deutschen Staatsangehörigen | 313 |
| Zahl der Kinder im Kindergarten      | 032 |
| Zahl der Kinder in der Vorschule     |     |